# Кузьмин, Александр Дмитриевич
Алекса́ндр Дми́триевич Кузьми́н (р. 23 сентября 1994, Москва, Россия) — российский кёрлингист.
Мастер спорта России (кёрлинг, 2014).
Выступает за клуб ГБУ СШОР «Москвич» (Москва).

## Достижения
- Чемпионат России по кёрлингу среди мужчин: бронза (2013, 2014, 2017).
- Кубок России по кёрлингу среди мужчин: серебро (2011, 2016[3]).
- Кубок России по кёрлингу среди смешанных пар: бронза (2015).

## Команды
| Сезон                                               | Четвёртый          | Третий             | Второй            | Первый            | Запасной                                  | Турниры                      |
| --------------------------------------------------- | ------------------ | ------------------ | ----------------- | ----------------- | ----------------------------------------- | ---------------------------- |
| 2011—12                                             | Александр Кириков  | Вадим Школьников   | Артём Болдузев    | Сергей Морозов    | Александр Кузьмин                         | КРМ 2011 · ЭШВСМ «Москвич»-1 |
| 2012—13                                             | Артём Болдузев     | Вадим Школьников   | Александр Кириков | Сергей Морозов    | Александр Кузьмин                         | ЧРМ 2013                     |
| 2013—14                                             | Александр Кириков  | Александр Кузьмин  | Александр Челышев | Дмитрий Абанин    | Вадим Школьников Тренер: Владимир Романов | ЧРМ 2014                     |
| 2013—14                                             | Сергей Глухов      | Артур Али          | Дмитрий Миронов   | Тимур Гаджиханов  | Александр Кузьмин                         | ЧМЮ 2014 (7-е место)         |
| 2014—15                                             | Александр Кириков  | Вадим Школьников   | Александр Кузьмин | Алексей Куликов   |                                           |                              |
| 2014—15                                             | Артур Али          | Тимур Гаджиханов   | Александр Кузьмин | Михаил Васьков    | Пантелеймон Лаппо                         | ЧМЮ 2015 (9-е место)         |
| 2015—16                                             | Сергей Андрианов   | Александр Кузьмин  | Тимур Гаджиханов  | Александр Ерёмин  |                                           |                              |
| 2015—16                                             | Евгений Архипов    | Тимур Гаджиханов   | Артур Али         | Александр Кузьмин | Владимир Собакин                          | ЧРМ 2016 (6 место)           |
| 2016—17                                             | Тимур Гаджиханов   | Артур Али          | Егор Бураков      | Сергей Андрианов  | Александр Кузьмин                         | ЧРМ 2017                     |
| Кёрлинг среди смешанных команд (mixed curling)      |                    |                    |                   |                   |                                           |                              |
| 2011—12                                             | Евгений Тавыриков  | Екатерина Кузьмина | Александр Кузьмин | Валерия Шелкова   |                                           | ЧРСК 2012 (7-е место)        |
| 2012—13                                             | Екатерина Кузьмина | Александр Кузьмин  | Мария Бакшеева    | Сергей Морозов    |                                           | ЧРСК 2013 (15-16 место)      |
| 2014—15                                             | Алина Биктимирова  | Александр Кузьмин  | Надежда Карелина  | Данила Цымбал     |                                           | ЧРСК 2015 (7 место)          |
| Кёрлинг среди смешанных пар (mixed doubles curling) |                    |                    |                   |                   |                                           |                              |
| 2014—15                                             | Алина Биктимирова  | Александр Кузьмин  |                   |                   |                                           | КРСП 2014 (5-е место)        |
| 2015—16                                             | Алина Биктимирова  | Александр Кузьмин  |                   |                   |                                           | КРСП 2015                    |
| 2016—17                                             | Екатерина Кузьмина | Александр Кузьмин  |                   |                   |                                           |                              |

(скипы выделены полужирным шрифтом; см. также )